# Mitsubishi F-1
Il Mitsubishi F-1 è un caccia multiruolo bigetto monoplano ad ala alta a freccia prodotto dalla divisione aeronautica dell'azienda giapponese Mitsubishi Heavy Industries.
Derivato dall'addestratore biposto T-2, fu il primo caccia giapponese sviluppato autonomamente dal termine della seconda guerra mondiale.

## Storia del progetto
Lo sviluppo del velivolo iniziò nel 1967 con il programma TX, avviato dal Ministero della Difesa nipponico per realizzare un aereo da addestramento avanzato per preparare i propri piloti all'utilizzo di aerei supersonici come gli F-104 Starfighter e gli F-4 Phantom II.
Tra i vari progetti vi era quello della Mitsubishi, denominato XT-2 e che era molto simile al Jaguar anglo-francese. Erano inizialmente previste due versioni, la T2K armata con un cannone Vulcan e dotata di radar e la T2Z, sfornita di entrambi. Entrambe erano però dotate di slitte alle estremità alari (per missili modello Sidewinder) e quattro punti di attacco subalari. In tutto ne vennero prodotte 96 unità, per lo più in versione K.
Da quest'ultima derivò la realizzazione di un modello cacciabombardiere monoposto che prese il nome di F-1. Lo sviluppò cominciò nel 1973 e il primo volo fu eseguito nel 1975, mentre l'entrata in servizio avvenne nell'aprile 1978. Il bimotore, spinto da turbofan TF40, si caratterizzava per l'ala alta e corta, la singola deriva verticale e le prese d'aria laterali. Come apparato radar impiegava il J/AWG-12, derivato dall'AWG-12 in dotazione ai Phantom II della RAF.
Il mezzo venne concepito per la lotta anti-nave, e adottò come armamento il cannone M61 Vulcan, due slitte per missili AIM-9 Sidewinder alle estremità alari e quattro piloni subalari, più un quinto nella parte centrale della fusoliera.
L'autonomia era di circa 500 km, mentre il carico bellico massimo era di circa 2 700 kg.
Tra il 1978 e il 1987 ne furono prodotti 77 esemplari sui 160 previsti dall'ordine iniziale. Furono radiati dal servizio nel 2006.

## Utilizzatori
Giappone
- Kōkū Jieitai

77 F-1 in servizio dal 1977 al 2006.

## Velivoli comparabili
- SEPECAT Jaguar